# 凤凰镇 (淄博市)
凤凰镇，是中华人民共和国山東省淄博市临淄区下辖的一个乡镇级行政单位。

## 行政区划
凤凰镇下辖以下地区：
大路南村、大路北村、大路东村、北田旺村、山庄村、西陈家村、西郝家村、西路村、寇家村、周家屯村、西申村、卢家营村、东申村、朱家屯村、北罗村、梁家村、南罗村、王桥村、大薄村、小张村、大张村、侯家屯村、东召南村、东召村、东召北村、东召西村、西召村、东齐村、中齐村、西齐村、小曹村、赵家村、郭家桥村、天务村、蒋家村、南坞东村、南坞西村、北龙村、红花村、北金村、中金村、南金村、温家村、李家桥村、吴家桥村、九仙村、西于家村、小徐村、台东齐村、柴南村、柴北村、王青村、土桥村、林家村、史家村、刘地村、王青屯村、南霸村、北曹村、北王村、西梧村、东梧村、西刘村、南齐村、南王村、南曹村、北安合村、南太合村、辛兴村、水牛村、西老村、东老村、西河村、东河村和彩家村。

## 人口
2010年中国第六次人口普查时，凤凰镇共有人口51025人。共有家庭15971户，平均每户3.09人。14岁以下的少年儿童共7960人，占总人口15.60%；15-64岁人口共37294人，占总人口73.08%；65岁及以上的老年人共5771人，占总人口的11.31%。男性共计26171人，占总人口51.29%；女性共计24854，占总人口48.70%。本地居住的人口中，拥有本地户籍的人口为45449人，占89.07%。